# Выборы в Генеральную Ассамблею Османской Империи (март 1877)
Выборы в Генеральную Ассамблею Османской Империи — первые всеобщие выборы, проходившие в Османской Империи в марте 1877 года.

## Предыстория
В результате свержения Абдул-Азиза и трёхмесячного правления Мурада V ко власти пришёл султан Абдул-Хамид II, который принял Конституцию Османской Империи 23 декабря 1876 года. Согласно Конституции, в органах управления должна была собираться Генеральная Ассамблея (парламент), состоящая из двух палат: Сенат (орган власти, где члены выбираются султаном) и Палата депутатов (орган власти, где члены избираются голосованием народа).

## Процесс избирания кандидатов
Требования к кандидатам при участии на выборах были разные. Во-первых, к участию на выборах допускались только мужчины старше 30 лет, которые хорошо владели османским языком и обладали всеми гражданскими правами, а также имели право баллотироваться на выборах. Причинами дисквалификации были наличие двойного гражданства, работа на иностранное правительство, банкротство, работа в качестве прислуги или «дурная слава за плохие поступки».

## Итоги выборов

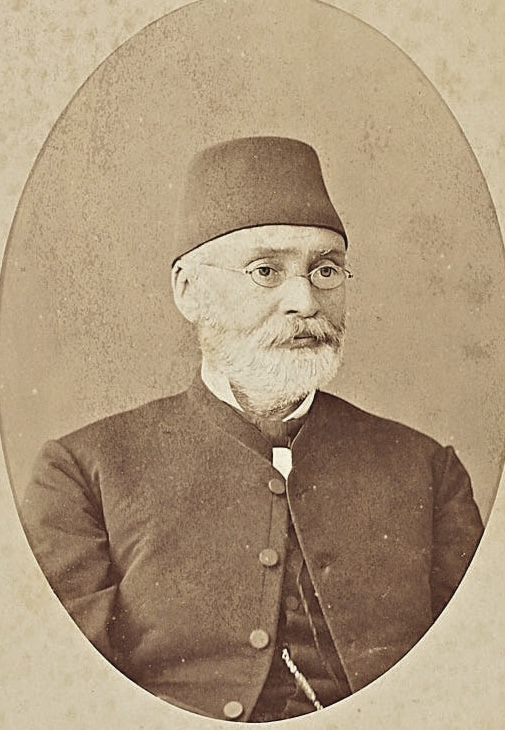
Йоргаки Эфенди — председатель первого парламента Османской империи

После проведения выборов Генеральная Ассамблея собралась 19 марта 1877 года. Палата депутатов состояла из 130 членов и отражала распределение миллетов в империи. После первых выборов в Генеральной Ассамблее был 71 представитель мусульманского миллета, 44 представителя христианского миллета и 4 представителя еврейского миллета. Председателем Генеральной Ассамблеи был выбран Йоргаки Эфенди.